# Gare d'Hebraica-Rebouças
La gare d'Hebraica–Rebouças est une gare ferroviaire appartenant à la ligne 9–Émeraude, exploitée par ViaMobilidade. Il est situé dans le district de Pinheiros dans la ville brésilienne de São Paulo. La station est située près du Shopping Eldorado et du club A Hebraica de São Paulo.

## Histoire
La gare a été construite par la CPTM et inaugurée le 14 juin 2000.
Le 20 avril 2021, il a été accordé au consortium ViaMobilidade, composé des sociétés CCR et RUASinvest, avec la concession d'exploiter la ligne pendant trente ans. Le contrat de concession a été signé et le transfert de la ligne a été réalisé le 27 janvier 2022.

## À proximité
- Shopping Eldorado
- A Hebraica